# Potamodytes lokis
Potamodytes lokis is een keversoort uit de familie beekkevers (Elmidae). De wetenschappelijke naam van de soort werd in 1987 gepubliceerd door Wiezlak.